# Chamaecrista desvauxii
Chamaecrista desvauxii là một loài thực vật có hoa trong họ Đậu. Loài này được (Collad.) Killip miêu tả khoa học đầu tiên.